# Nemerle
Nemerle은 공통 언어 기반(닷넷/모노)을 사용하는 플랫폼을 위해 설계된 범용 고급 정적 자료형 프로그래밍 언어이다. 함수형 프로그래밍, 객체 지향 프로그래밍, 관점 지향 프로그래밍, 반영, 명령형 프로그래밍 기능을 제공한다. 단순한 C 샤프와 유사한 문법과 강력한 메타프로그래밍 시스템을 보유하고 있다.

## 예시

### Hello, World!
```
class
 
Hello

{

  
static
 
Main
 
()
 
:
 
void

  
{

    
System
.
Console
.
WriteLine
 
(
"Hello, world!"
);

  
}

}

```

단순 표현:
```
System
.
Console
.
WriteLine
(
"Hello, world!"
);

```